# أببل فالي (كاليفورنيا)
أببل فالي (بالإنجليزية: Apple Valley)‏ وتعنى حرفياً «وادي التفاح» هي إحدى مدن مقاطعة سان بيرناردينو، كاليفورنيا. تم إعطاءها لقب مدينة في 28 نوفمبر، 1988.

## التركيبة السكانية
حدّد مكتب تعداد الولايات المتحدة بيانات التركيبة السكانية لأببل فالي في تعداد الولايات المتحدة. في ما يلي، التركيبة السكانية حسب تعدادي 2000 و2010.

### تعداد عام 2000
بلغ عدد سكان أببل فالي 54,239 نسمة بحسب تعداد عام 2000، وبلغ عدد الأسر 18,557 أسرة وعدد العائلات 14,358 عائلة مقيمة في البلدة. في حين سجلت الكثافة السكانية 279.5 نسمة لكل كيلومتر مربع (723.9/ميل2). وبلغ عدد الوحدات السكنية 20,163 وحدة بمتوسط كثافة قدره 103.9 لكل كيلومتر مربع (269.1/ميل2).
وتوزع التركيب العرقي للبلدة بنسبة 76.42% من البيض و7.89% من الأمريكيين الأفارقة و0.98% من الأمريكيين الأصليين و2.21% من الأمريكيين ذوي الأصول الآسيوية و0.23% من سكان جزر المحيط الهادئ و7.92% من الأعراق الأخرى و4.36% من عرقين مختلطين أو أكثر و18.56% من الهسبانيون أو اللاتينيون من أي عرق.
بلغ عدد الأسر 18,557 أسرة كانت نسبة 43.4% منها لديها أطفال تحت سن الثامنة عشر تعيش معهم، وبلغت نسبة الأزواج القاطنين مع بعضهم البعض 57.8% من أصل المجموع الكلي للأسر، ونسبة 14.2% من الأسر كان لديها معيلات من الإناث دون وجود شريك، بينما كانت نسبة 5.4% من الأسر لديها معيلون من الذكور دون وجود شريكة وكانت نسبة 22.6% من غير العائلات. تألفت نسبة 18% من أصل جميع الأسر من عدة أفراد يعيشون في نفس المنزل ونسبة 8.4% كانت تتألف من شخص يعيش بمفرده يبلغ من العمر 65 عاماً أو أكثر. وبلغ متوسط حجم الأسرة المعيشية 2.90، أما متوسط حجم العائلات فبلغ 3.27.
بلغ العمر الوسطي للسكان 35.4 عاماً. وكانت نسبة 31.4% من القاطنين تحت سن الثامنة عشر، وكانت نسبة 7.8% بين الثامنة عشر والرابعة والعشرين عاماً، ونسبة 25.1% كانت واقعةً في الفئة العمرية ما بين الخامسة والعشرين والرابعة والأربعين عاماً، ونسبة 21.7% كانت ما بين الخامسة والأربعين والرابعة والستين، ونسبة 13.3% كانت ضمن فئة الخامسة والستين عاماً فما فوق. يوجد لكل 100 أنثى 93.9 ذكر، ويوجد لكل 100 أنثى في الثامنة عشر من عمرها فما فوق 90.1 ذكر.
بلغ متوسط دخل الأسرة في البلدة 40,421 دولارًا، أما متوسط دخل العائلة فبلغ 45,070 دولارًا. وكان متوسط دخل الذكور 41,144 دولارًا مقابل 30,249 دولارًا للإناث. وسجل دخل الفرد الخاص بالبلدة 17,830 دولارًا. وكانت نسبة 13.3% من العائلات ونسبة 17.3% من السكان تحت خط الفقر، وكان من هؤلاء نسبة 25.4% تحت سن الثامنة عشر ونسبة 5.6% في الخامسة والستين من العمر وما فوق.

### تعداد عام 2010
بلغ عدد سكان أببل فالي 69,135 نسمة بحسب تعداد عام 2010، وبلغ عدد الأسر 23,598 أسرة وعدد العائلات 17,710 عائلة مقيمة في البلدة. في حين سجلت الكثافة السكانية 356.2 نسمة لكل كيلومتر مربع (922.6/ميل2). وبلغ عدد الوحدات السكنية 26,117 وحدة بمتوسط كثافة قدره 134.6 لكل كيلومتر مربع (348.6/ميل2).
وتوزع التركيب العرقي للبلدة بنسبة 69.09% من البيض و9.14% من الأمريكيين الأفارقة و1.13% من الأمريكيين الأصليين و2.92% من الأمريكيين ذوي الأصول الآسيوية و0.43% من سكان جزر المحيط الهادئ و12.07% من الأعراق الأخرى و5.23% من عرقين مختلطين أو أكثر و29.15% من الهسبانيون أو اللاتينيون من أي عرق.
بلغ عدد الأسر 23,598 أسرة كانت نسبة 38.9% منها لديها أطفال تحت سن الثامنة عشر تعيش معهم، وبلغت نسبة الأزواج القاطنين مع بعضهم البعض 53.6% من أصل المجموع الكلي للأسر، ونسبة 15% من الأسر كان لديها معيلات من الإناث دون وجود شريك، بينما كانت نسبة 6.4% من الأسر لديها معيلون من الذكور دون وجود شريكة وكانت نسبة 25% من غير العائلات. تألفت نسبة 20.1% من أصل جميع الأسر من عدة أفراد يعيشون في نفس المنزل ونسبة 10.3% كانت تتألف من شخص يعيش بمفرده يبلغ من العمر 65 عاماً أو أكثر. وبلغ متوسط حجم الأسرة المعيشية 2.91، أما متوسط حجم العائلات فبلغ 3.32.
بلغ العمر الوسطي للسكان 37.0 عاماً. وكانت نسبة 27.9% من القاطنين تحت سن الثامنة عشر، وكانت نسبة 9.4% بين الثامنة عشر والرابعة والعشرين عاماً، ونسبة 21.8% كانت واقعةً في الفئة العمرية ما بين الخامسة والعشرين والرابعة والأربعين عاماً، ونسبة 25.5% كانت ما بين الخامسة والأربعين والرابعة والستين، ونسبة 15.4% كانت ضمن فئة الخامسة والستين عاماً فما فوق. وتوزع التركيب الجنسي للسكان بنسبة 49% ذكور و51% إناث.

## أعلام
- جايسون فارغاس
- روي روجرز
- إريك روبرتسون
- ميكو هيوز
- فان كونر